# Raymond Leo Burke

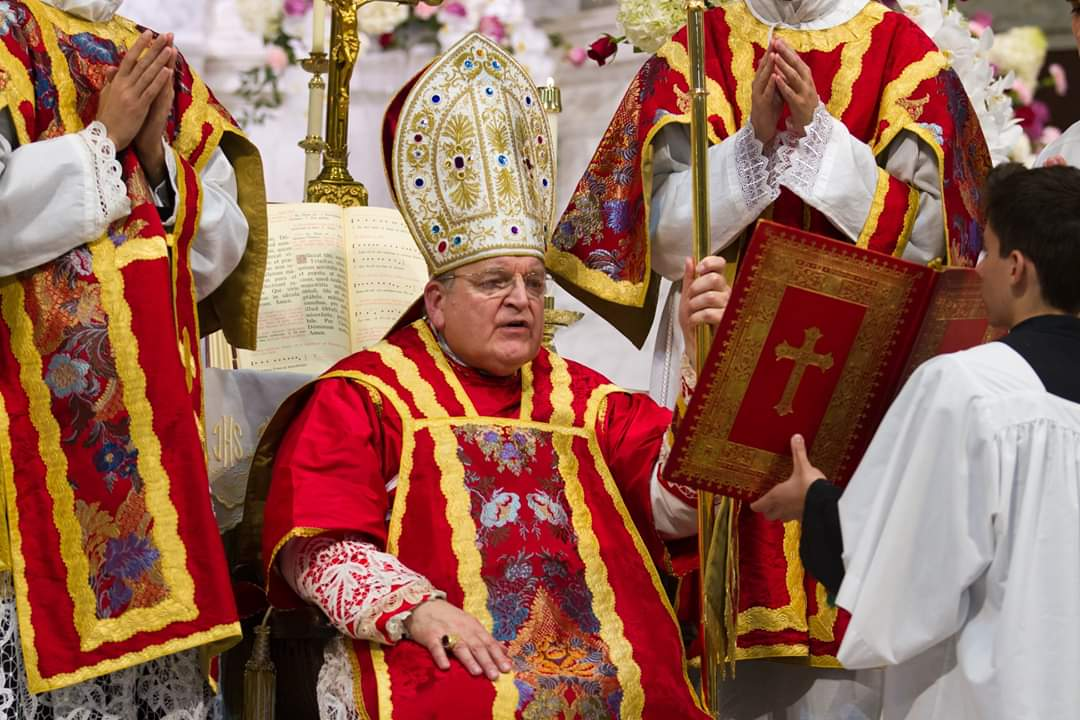
Kardynał Raymond Leo Burke odprawiający tradycyjną mszę św.

Raymond Leo Burke (ur. 30 czerwca 1948 w Richland Center) – amerykański duchowny katolicki, arcybiskup metropolita Saint Louis w latach 2004–2008, kardynał, wysoki urzędnik Kurii Rzymskiej.

## Życiorys
W latach 1962–1968 był klerykiem seminarium duchownego The Holy Cross Seminary w La Crosse w stanie Wisconsin. W latach 1968–1971 studiował na Katolickim Uniwersytecie Ameryki w Waszyngtonie. Następnie w latach 1971–1975 uzupełniał nauki na Uniwersytecie Gregoriańskim w Rzymie.
Święcenia kapłańskie otrzymał 29 czerwca 1975 z rąk papieża Pawła VI w bazylice św. Piotra w grupie 360 kleryków, którzy zostali wyświęceni dla uczczenia Roku Świętego. Razem z nim wyświęceni zostali m.in. przyszli amerykańscy biskupi: Michael Cote, James Michael Harvey, Michael Hoeppner, Glen Provost, Patrick Zurek i William Mulvey. Jako prezbiter Raymond Leo Burke pracował w parafiach katolickich w stanie Wisconsin oraz uzupełniał studia z prawa kanonicznego, które zakończył doktoratem w 1984. Od 1989 był także obrońcą węzła w Najwyższym Trybunale Sygnatury Apostolskiej.
10 grudnia 1994 został nominowany biskupem La Crosse i 6 stycznia 1995 otrzymał sakrę w Rzymie z rąk papieża Jana Pawła II. 2 grudnia 2003 biskup Burke został arcybiskupem St. Louis w miejsce kardynała Justina Francisa Rigali (urząd objął 26 stycznia 2004). 29 czerwca 2004 otrzymał w Rzymie paliusz. 27 czerwca 2008 papież Benedykt XVI mianował arcybiskupa prefektem Trybunału Sygnatury Apostolskiej, a 10 lipca 2010 mianował go członkiem Kongregacji ds. Kultu Bożego i Dyscypliny Sakramentów.
W 2010 Benedykt XVI mianował abp. Burke kardynałem diakonem Sant’Agata de’ Goti. Kardynał Burke brał udział w konklawe 2013, które wybrało papieża Franciszka oraz w konklawe 2025, które wybrało papieża Leona XIV. 8 listopada 2014 papież odwołał go z funkcji prefekta Trybunału Sygnatury Apostolskiej, mianując go jednocześnie patronem Suwerennego Zakonu Maltańskiego. 26 września 2015 mianował go także członkiem Kongregacji Spraw Kanonizacyjnych.
3 maja 2021 podniesiony przez papieża Franciszka do rangi kardynała prezbitera z zachowaniem tytułu na zasadzie pro hac vice.